# Ориомосо (Бјела)
Ориомосо је насеље у Италији у округу Бијела, региону Пијемонт.
Према процени из 2011. у насељу је живело 21 становника. Насеље се налази на надморској висини од 1014 м.